# Треболец
Треболец (грч. Μαυροβούνι, Мавровуни) је насељено место у општини Вртикоп у периферији Средишња Македонија, Грчка. Према попису из 2021. године било је 827 становника.
Према бугарском географу и историчару, Василу Канчову, у Треболецу је 1900. године живело 90 Словена хришћана и 42 Рома. Године 1924. насељене су грчке избегличке породице, укупно 198 особа. На попису из 1940. године Треболец је имао 491 становника, од чега 161 Словена и 330 Грка.